# Богданики
Богданики — деревня в Вяземском районе Смоленской области России. Входит в состав Хмелитского сельского поселения. Население — 8 жителей (2007). 
Расположена в восточной части области в 27 км к северо-западу от Вязьмы, в 16 км западнее автодороги Р134 «Старая Смоленская дорога» Смоленск — Дорогобуж — Вязьма — Зубцов. В 20 км восточнее деревни расположена железнодорожная станция О.п. 232-й км на линии Вязьма — Ржев. 

## История
В годы Великой Отечественной войны деревня была оккупирована гитлеровскими войсками в октябре 1941 года, освобождена в марте 1943 года.